# Иван Рашков (кмет)
 Тази статия е за кмета на Копривщица.  За просветителя вижте Иван Рашков.  
Иван Енчев Рашков е бивш кмет на град Копривщица с два кметски мандата и командир на „Обществена сила“ в града през 1944 г.
Той кметува през 1919 г. за първи път и после за втори път в периода от 1921 до 1925 година. Рано сутринта на 24 март 1944 година под предводителството на Иван Врачев град Копривщица е превзет от партизаните на бригада „Георги Бенковски“ и чета „Бачо Киро“ на бригада „Чавдар“. Бившият вече кмет Иван Рашков и Цанчо Дебелянов (р. 1886), кмет на града по това време, са разстреляни от партизаните, последния за неизпълнен ултиматум, даден по-рано от тях. Разстрелът на двамата е по решение, взето от Щаба на бригадата.

## Предистория
Грую Ценов, женен в Копривщица брациговец, е деец на БРСДП (т.с.). По професия телеграфист, работи като кюмюрджия (въглищар) в гората. Подложен е на преследване и интерниране заради политическите си убеждения. Съдбата му е решена отново в Копривщица (женен е за копривщенка). По време на сбирка в квартирата му на комунисти на 5 февруари 1924 г. кметът на града Иван Рашков, придружен от полицаи, го повиква до входната врата и го застрелва с личния си пистолет, без следствие, съд и присъда.